# 牧田真有子
牧田 真有子（まきた まゆこ、1980年 - ）は、日本の小説家。

## 経歴
京都府に生まれる。2003年、同志社大学文学部文化学科美学及芸術学専攻卒業。2007年、同志社大学文学研究科美学および芸術学専攻博士課程（前期課程）修了。同年、「椅子」で第105回文學界新人賞の辻原登奨励賞を受賞し、小説家デビュー。出版社でアルバイトの経験がある。
幼い頃から、本を読むことが好きだったという。小学3年の頃に、友人が絵、自分が文章と分担して物語を作っていた。詩や短編を書き、架空の世界を創り出すのが好きだった。高校3年のときに、応募した作品がある賞の最終選考に残り、それが小説を書き進めていくきっかけになったと語っている。大学院では、志賀直哉の小説『暗夜行路』を題材として、小説の中で美術作品がどのように扱われているかについて考察している。

## 作品リスト

### アンソロジー収録
- 「尺屋の娘」 - 『フーコー「短編小説」傑作選13』（フーコー 2003年6月）
- 「桟橋」 - 『文学2018』（講談社 2018年4月）
  - 初出:『文藝』2017年秋季号
- 「声を忘れるとき、言葉を消すとき」 - 『ベスト・エッセイ2020』（光村図書出版 2020年8月）
  - 初出:『群像』2019年1月号
- 「水くぐりの夜」 - 『文学2025』（講談社 2025年6月）
  - 初出:『群像』2024年9月号

### 単行本未収録
- 「椅子」 - 『文學界』2007年12月号
- 「湖水浴」 - 『文學界』2008年7月号
- 「アウトサイド・レビュー 飛行する記憶」 - 『文學界』2009年1月号
- 「夏草無言電話」 - 『群像』2009年5月号
- 「予言残像」 - 『群像』2010年6月号
- 「今どこ？」 - 『WB』20号
- 「合図」 - 『早稲田文学4』 2011年9月 / 『早稲田文学 記録増刊 震災とフィクションの“距離”』 2012年4月
- 「動物園の絵」 - 『早稲田文学6』2013年9月
- 「泥棒とイーダ」 - 『早稲田文学』2014年冬号
- 「すきとおった鱗たちについて――泥棒とイーダ2」 - 『早稲田文学』2015年夏号
- 「屛風の領域」 - 『文學界』2015年8月号
- 「絵姿女房への挨拶」 - 『群像』2016年1月号
- 「謎の仕事、仕事の謎」（津村記久子『この世にたやすい仕事はない』書評） - 『群像』2016年2月号
- 「塗り絵と標本画」 - 『文學界』2017年4月号
- 「土鍋川鮎子の愛と推理」 - 『文藝』2018年冬季号
- 「仮の林」 - 『文學界』2019年10月号
- 「使者の夜」 - 『群像』2020年5月号